# Nazo (bài hát)
Nazo (謎 lit. "Huyền bí") là đĩa đơn đầu tiên của Komatsu Miho. Được sử dụng làm bài hát mở đầu thứ ba của anime Thám tử lừng danh Conan. Đĩa đơn này từng nằm trên bảng xếp hạng 32 và bán 300,000 bản.

## Phiên bản La Pompon
Vào năm 2015, nhóm nhạc nữ La PomPon đã hát lại bài này và sử dụng làm bài hát mở đầu thứ 41 anime Thám tử lừng danh Conan bắt đầu từ tháng 9 năm 2015.